# Битка при Гариляно (915)
Битката при Гариляно (Garigliano) се провежда през юни 915 г. между Християнската лига и сарацините при река Гариляно в Лацио, Италия. Папа Йоан X ръководи лично християнските войски. Християнската лига побеждава сарацините и овладява тяхната инвазия.
През втората половина на 9 век сарацините нападат регион Лацио. Наблизо до стария град Минтурно на река Гариляно те си правят едно укрепление Kairuan и сключват съюз с господарите на град Гаета.
Папа Йоан X успява да обедини каращите се помежду си княжества с цел да изгонят сарацините от тяхното опасно укрепление. Съюзът се състоял от множество южноиталиански княжества. Между тях са били Гвемар II от Княжество Салерно, Йоан I от Гаета и неговия син Доцибилис II от Гаета, Григорий IV от Херцогство Неапол и неговия син Йоан II от Неапол и Ландулф I от Херцогство Беневенто и Капуа.
Кралят на Италия, Беренгар I, изпраща подкрепление от Сполето и Марке, водено от Алберих I Сполетски. Византийската империя изпраща своите войски от Калабрия и Апулия под командването на стратег (strategos) от Бари, Николо Пичингли. Йоан X води лично милиците от Лацио, Тоскана и Рим.
След победата Беренгар е награден от папата с императорската корона. Алберих спечелва голямо влияние в град Рим и Йоан I от Гаета разширява владението си до Гариляно и получава от Византия титлата patricius. След това той сам си дава титлата „княз“.